# Sergio Daniel Orteman Rodríguez
Sergio Órteman (29 de setembre de 1978, Montevideo, Uruguai), és un futbolista uruguaià que també posseïx la nacionalitat espanyola. Juga de migcampista.

## Trajectòria
Va debutar en la temporada 2000/01 al Central Español de l'Uruguai en el qual va jugar 14 partits i va marcar 1 gol. En el 2001 passa al Club Olimpia de Paraguai i en el 2002 va guanyar amb aquest club la Copa Libertadores (sent seleccionat com el millor jugador del torneig), però van perdre la Copa Intercontinental al Japó contra el Reial Madrid. En Club Olimpia va jugar 4 anys en els quals va participar en 65 partits i va marcar 12 gols.
En el 2004 va passar a l'CA Independiente en el qual solament va jugar 8 partits sense marcar cap gol. La temporada 2005/06 va estar un semestre a l'Atlas de Guadalajara on va jugar 15 partits i va convertir un gol. En el segon semestre d'eixa temporada retorna a Independiente, en el qual va tenir més participació, tot jugant 10 partits i marcant 1 gol.
En l'any 2007 el traspassa a Boca Juniors per la xifra d'US$1.500.000. Eixe any torna a guanyar la Copa Libertadores. En juliol de 2007 és cedit a l'Istanbul BB de Turquia, club en el qual no aconsegueix aclimatar-se, i per això finalment es torna a cedir al Racing de Santander en el mercat hivernal espanyol fins a Juny de 2008. Marca el seu primer gol amb el Racing de Santander el 23 de març de 2008 enfront del Recreativo de Huelva.
El 13 de juliol de 2008 va passar cedit a l Grêmio de Porto Alegre del Campionat Brasiler de Sèrie A. L'agost 21 de 2009, descontents amb la seva situació amb el Grêmio, deixa el club brasiler, tot retornat al seu país.